# Штрейхер, Иоганн Андреас
Иоганн Андреас Штрейхер (нем. Johann Andreas Streicher; 13 декабря 1761, Штутгарт, Герцогство Вюртемберг — 25 мая 1833, Вена) — немецкий и австрийский композитор, пианист и изготовитель музыкальных инструментов.

## Биография
Родился в семье строительного мастера. Рано осиротел и с 1771 года воспитывался в штутгартском сиротском доме. Обладая музыкальными способностями, получил поддержку придворных музыкантов и был определён в Высшую Карлову школу, где познакомился с поэтом Фридрихом Шиллером.
В 1782 году Штрейхер и Шиллер вместе тайно посетили премьеру пьесы «Разбойники» в Мангейме. За это Шиллер был подвергнут аресту, а позднее оба покинули Штутгарт. Штрейхер описал эти события в поздней публикации, ставшей заметным источником по биографии Шиллера. Первоначально Штрейхер намеревался продолжить обучение в Гамбурге у Карла Филиппа Эмануэля Баха, но из-за недостатка средств остался в Мангейме, где зарабатывал преподаванием музыки.
В 1793 году Штрейхер женился на Нанетте Штейн, дочери известного аугсбургского мастера по производству фортепиано Иоганна Андреаса Штейна. В 1794 году супруги переехали в Вену, где Нанетта вместе с братом основала фортепианную фабрику. В 1802 году после разделения бизнеса Иоганн Андреас стал полноправным партнёром своей жены и участвовал в производстве музыкальных инструментов.
Штрейхер был также известен как талантливый пианист. В 1785 году Mannheimer Zeitung сообщала о его выступлении в Гейдельберге с фортепианным концертом Йозефа Гайдна и сонатой Муцио Клементи. В 1812 году он исполнил ораторию Генделя Alexanderfest на открытии концертного зала в Вене — это событие стало предтечей основания Венского общества друзей музыки.
Штрейхеры были в дружеских отношениях с Людвигом ван Бетховеном и поддерживали его в последние годы жизни.
Производство фортепиано, организованное супругами Штрейхер, стало к середине XIX века одним из ведущих в Австрии. Вместе с своим сыном, Иоганном Баптистом Штрейхером (1796—1871), они добились международного признания за качество своих инструментов.

## Сочинения
- Andreas Streicher: Schiller’s Flucht von Stuttgart und Aufenthalt in Mannheim von 1782 bis 1785. Stuttgart und Augsburg, Verlag der J. B. Metzler’schen Buchhandlung. 1836.
- Zehn Choral-Vorspiele für Orgel (mit cantus firmus), op. 4. (Herausgegeben von Musikverlag Christoph Dohr, Köln 2006, ISBN 9790202012505.)